# Момчило Зечевић
Момчило Зечевић (Билећа, 21. јануар 1935 – Београд, 22. јул 2017) је био српски историчар и члан Црногорске академије наука и уметности.

## Биографија
Школовао се у Крагујевцу, Билећи и Беранама, где је матурирао 1953. године. На Филозофском факултету у Београду димпломирао је 1959, а магистрирао 1962. године. Докторску дисертацију Словенска људска странка и југословенско уједињење 1917–1921 одбранио је 1972. године на Филозофском факултету у Љубљани. Од 1959. радио је у Институту за изучавање радничког покрета, затим од 1964. у Одељењу за историјске науке Института друштвених наука у Београду. У Институту за савремену историју у Београду радио је од 1969. За научног саветника у Институту за савремену историју изабран је 1985. године, а 1989. за редовног професора Филозофског факултета у Новом Саду. У неколико наврата као истраживач и предавач боравио је у више страних земаља (САД, Канада, Француска, Енглеска, Аустрија, Чешка, Словачка, Русија и др.). Био је дугогодишњи уредник-секретар Редакције другог издања Енциклопедије Југославије за Србију. Био је уредник обновљеног Југословенског историјског часописа од 1996. године. За ванредног члана ЦАНУ изабран је 6. децембра 1996, а за редовног 12. децембра 2003. године. Преминуо је 22. јула 2017. године у Београду.